# I.N.K.
I.N.K. (Invisible Network Kids) ist eine französische Zeichentrickserie von Prakash Topsy aus dem Jahr 2010. Die Serie wurde von Samka Productions in Zusammenarbeit mit France 3 produziert.

## Handlung
Die Freunde Vin, Zero, Trixie und Newton besuchen die Pinkerton Privatschule. Schulleiter Cosmo Soper ist bemüht, seine Schule so zu gestalten, dass die Schüler gerne zur Schule gehen. Der gemeinen, sadistischen, kinderhassenden Lehrerin Sadie Macbeth ist dies ein Dorn im Auge. Mit allerlei diversen Plänen und selbstgebauten Gerätschaften versucht sie immer wieder, die Schüler zu versklaven und sie (ihrer Meinung nach) zu wohlerzogenen zu machen. Ihre fiesen Pläne werden dabei immer von Vin, Zero, Trixie und Newton und ihrer Geheimorganisation I.N.K., dem Inkognito-Netzwerk der Kinder, vereitelt. Am Ende jeder Folge wird der Grundgedanke der Episode von Mr. Soper erläutert.

## Figuren
Vin ist der Gründer des Netzwerks und immer um seine Haare und sein Aussehen besorgt. Er ist Waise und hat Angst zu wissen, wer seine Eltern sind. In einigen Episoden kommt zum Vorschein, dass er durchaus ernste Gefühle für Zero hat, was er aber immer wieder abstreitet.
Zero ist eine bleiche Rebellin und die Hauptakteurin während der Missionen gegen Macbeth. Sie ist eine Kämpfernatur und steht zu ihren Freunden. Einst rannte sie von zu Hause davon. Es stellt sich außerdem heraus, dass sie schreckliche Angst vor einem riesigen Suppenhuhn hat. Auch sie hat Gefühle für Vin, gibt diese aber nie zu.
Trixie ist die Leiterin von I.N.K. und der Kopf der Organisation. Sie ist sehr intelligent und ein Schachgenie. Sie koordiniert die Einsätze und entwickelt immer die besten Pläne, um Macbeth zu stoppen. Sie hat schreckliche Angst vor einem „Metronom-Monster“, da sie als kleines Kind immer Angst vor einem Metronom hatte.
Newton ist der Erfinder der Organisation. Er ist das zweitjüngste Kind in Pinkerton und daher extrem perfektionistisch, da er immer 100 % geben will. Sein Vater ist ein bekannter und erfolgreicher Wissenschaftler, weshalb Newton so werden will wie er. Seine technischen Spielereien sind den anderen Schülern allerdings manchmal ein Dorn im Auge.
Miss Sadie MacBeth ist Lehrerin an der Pinkerton Schule und versucht ständig, mit allen mitteln die Macht an sich zu reißen. Mit ihren zum Teil verrückten Plänen versucht sie immer wieder, die Schüler „ruhig und gehorsam“ zu machen. Sie hat einen Goldfisch namens Wagner, der auch ihr einziger Freund zu sein scheint. Sie ist zudem sehr musikvernarrt, da sie vor 30 Jahren als Valentine Magnolia ein Kinderstar war. Daher singt sie in jeder Folge ein Lied über ihre böse Tat. Ihre Pläne werden jedoch immer von I.N.K. gestoppt. In den Zugeguckt-Durchgeblickt-Kurzfilmen ist sie die Hauptakteurin. Sie ist zudem die einzige, die über das Netzwerk Bescheid weiß.
Mister Cosmo Soper ist der gutherzige Schulleiter von Pinkerton. Er hat immer ein offenes Ohr für seine Schüler und verabscheut jede Art von Mobbing und Gewalt. Er ist sehr beliebt bei seinen Schülern, den Eltern und den Behörden. Er hat wie auch alle anderen Schüler keine Ahnung, dass I.N.K. existiert.
Burt ist zusammen mit seinen besten Freunden Hector und dem kleinen Fred einer der Schulschläger an Pinkerton.
Hector ist mit Burt und Fred befreundet und scheint eines der intelligentesten Kinder an der Pinkerton-Schule zu sein.
Der kleine Fred ist mit Burt und Hector befreundet und das jüngste Kind an der Pinkerton-Schule. Er will Polizist werden, wenn er erwachsen ist.

## Synchronisation
| Rolle              | französischer Sprecher |
| ------------------ | ---------------------- |
| Vin                | Barbara Scaff          |
| Zéro               | Lee Delong             |
| Trixie             | Jodi Forrest           |
| Newton             | Barbara Scaff          |
| Mr. Cosmo Soper    | Matthew Geczy          |
| Miss Sadie MacBeth | Sharon Mann            |